# 村上尚末
村上 尚末（むらかみ なおすえ）は、戦国時代から江戸時代にかけての武将。毛利氏の家臣で、長州藩士。因島村上氏の出身で、父は村上尚吉。

## 生涯
因島村上氏は能島村上氏・来島村上氏と並ぶ瀬戸内海を支配した海賊衆で、父・尚吉の代より毛利氏に近い立場にあった。
天正10年（1582年）に来島通総が織田信長に寝返ると、兄弟の村上吉充、亮康、隆吉と共に毛利輝元に改めて忠誠を誓い、同年4月13日に輝元から知行を加増された。
寛永11年（1634年）10月15日に死去。子の尚久が後を継いだ。